# Mary Webster (US-amerikanische Schauspielerin)
Mary Webster (* 13. März 1935 in Chicago, Illinois; † 23. Januar 2017 in Dallas, Texas) war eine US-amerikanische Film- und Fernsehschauspielerin.

## Leben
Mary Webster wuchs in ihrem Geburtsort auf und beendete dort auch die High School. Anschließend studierte sie Theaterschauspiel am Pasadena Playhouse in Kalifornien. Ihre erste Filmrolle hatte sie 1957 in dem Film Der Held von Brooklyn an der Seite von Jerry Lewis in dessen erstem Film nach seiner Trennung von Dean Martin. Im gleichen Jahr spielte sie auch in dem Film Eighteen and Anxious. 1961 stand sie auch für den Film Robur, der Herr der sieben Kontinente mit Vincent Price vor der Kamera. Für das Fernsehen drehte sie einige Episoden bekannter TV-Serien wie Twilight Zone. Dabei spielte sie mehrfach an der Seite von Jack Klugman. Am Broadway war sie unter anderem in Dear Charles zu sehen. Daneben ging sie in den USA auch auf Theatertourneen. Mitte der 1960er Jahre zog sie sich aus der Schauspielerei zurück. Sie verlegte ihren Lebensmittelpunkt nach Dallas in Texas. Dort starb sie am 23. Januar 2017 mit 81 Jahren.

## Filmografie (Auswahl)
- 1955: The Public Defender (Fernsehserie, Folge 2x43)
- 1955: Vater ist der Beste (Father Knows Best, Fernsehserie, Folge 2x05)
- 1957: Der Held von Brooklyn (The Delicate Delinquent)
- 1957: Stern des Gesetzes (The Tin Star)
- 1957: Eighteen and Anxious
- 1958: Mickey Spillane’s Mike Hammer (Fernsehserie, Folge 1x39)
- 1958: Dezernat M (M Squad, Fernsehserie, Folge 2x10)
- 1959: Menschen im Weltraum (Men Into Space, Fernsehserie, Folge 1x09)
- 1959, 1960: Der Texaner (The Texan, Fernsehserie, 2 Folgen)
- 1960: Perry Mason (Fernsehserie, Folge 4x04)
- 1960; Kein Fall für FBI (The Detectives, Fernsehserie, Folge 1x25)
- 1960, 1963: Twilight Zone (The Twilight Zone, Fernsehserie, 2 Folgen)
- 1961: Route 66 (Fernsehserie, Folge 1x19)
- 1961: Robur, der Herr der sieben Kontinente (Master of the World)
- 1961: The Clown and the Kid
- 1963: Dr. Kildare (Fernsehserie, 2 Folgen)